# Уан-Либерти-Плаза
Уа́н-Ли́берти-Пла́за (англ. One Liberty Plaza) — небоскрёб в Нижнем Манхэттене, ограниченный улицами Черч-, Либерти- и Кортландт-стрит и Бродвеем.
На месте здания прежде располагался небоскрёб Зингер-билдинг высотой почти 187 метров. Возведённый в 1908 году, он простоял 60 лет. На момент сноса в 1968 году небоскрёб стал высочайшим разрушенным зданием в мире.
Спустя два года архитектурным бюро Skidmore, Owings and Merrill по заказу корпорации U.S. Steel был разработан проект небоскрёба Уан-Либерти-Плаза. Его возведение было завершено в 1973 году.
Каркас небоскрёба и его облицовка выполнены из стали. В строительстве использованы балки длиной почти 2 м и шириной сечения около 8 см. Благодаря им давление ветра на здание эффективно распределяется по ветровым связям. На 15 и 40 этажах небоскрёба расположено техническое оборудование. В подземных этажах имеются коридоры, ведущие к ближайшим станциям метро.
К югу от небоскрёба находится Зукотти-парк, разбитый одновременно с постройкой небоскрёба. Изначально он назывался Либерти-парк (англ. Liberty Park). В 1989 году наряду с Уан-Либерти-Плаза в нём была проведена реставрация.
- Зингер-билдинг в 1908 году
- Уан-Либерти-Плаза (первый справа) в 2009 году
- Фасад в августе 2011 года